# 周參見站
周參見站（日语：／ Susami eki */?）是位於和歌山縣東牟婁郡周參見町周參見，西日本旅客鐵道（JR西日本）的紀勢本線（紀國線）車站。事務管號碼為▲622060。
此站為周參見町的中心車站，2004年（平成16年）10月16日的時間表修正起，所有特急列車均停此站。

## 歷史
- 1936年（昭和11年）10月30日 - 國鐵紀勢西線紀伊椿站（現時為椿站）至此站之間開通，此站啟用[1]。
- 1938年（昭和13年）9月7日 - 國鐵紀勢西線此站至江住站之間開通[1]。
- 1959年（昭和34年）7月15日 - 三木里站至新鹿站之間開通，同時路線改名為紀勢本線[1]。
- 1985年（昭和60年）3月14日 - 實施時間表修正，部分特急「黑潮」停此站。
- 1987年（昭和62年）4月1日 - 伴隨國鐵分割民營化，車站由西日本旅客鐵道（JR西日本）營運[1]。
- 1992年（平成4年）11月 - 綠色窗口開始營業[3]。
- 2001年（平成13年）3月3日 - 現時的車站大樓啟用。
- 2004年（平成16年）10月16日 - 實施時間表修正，所有特急「黑潮」均停此站。
- 2016年（平成28年）12月17日 - 車站可以使用「ICOCA」智能卡[4]。

## 車站構造
車站為地面車站，曾設有1面1線的單式月台和1面2線的島式月台，共設有2面3線的混合式月台。在單式月台（1號月台）旁邊設有車站大樓。但是2號月台已經廢止，現時只有2面2線的月台。在月台之間設有跨線橋連接。
車站大樓在2001年（平成13年）3月竣工，大樓同時為「周參見町民社區廣場」。車站大樓內設有售票櫃臺和候車室，以及設有介紹周參見町的資訊。在車站大樓近月台的牆身展示了周參見町的名產和著名地方等資訊，以及設有壁畫。車站內面積達13,964平方米。
車站由紀伊田邊站管理的簡易委託車站，設有綠色窗口（不可使用e5489、特快預約取票或退款。但是可使用信用卡支付費用）。只限特急列車會安排委託職員進行收集車票等業務（在普通列車早上7時時段從此站出發往和歌山的列車外，所有列車均為一人運輸，下車時在車內收集車票）。但是，車站沒有自動售票機和自動閘機。

### 月台
| 月台 | 路線   | 方向                 |
| ---- | ------ | -------------------- |
| 1、3 | 紀國線 | 紀伊田邊、和歌山方向 |
| 1、3 | 紀國線 | 串本、新宮方向       |

- 以上的路線名是使用旅客資訊上的名稱（愛稱）。
- 1號月台為下行本線，2號月台為上行本線。3號月台為上下行副本線，在2012年（平成24年）9月1日起，2號月台停止使用。在沒有列車交會的情況下，上下行列車將使用1號月台，使乘客不需越過跨線橋。此外，特急列車會使用1號月台，部分普通列車使用3號月台。

## 使用狀況
以下列出近年1日平均乘車人次。
| 年度   | 一日平均 乘車人次 |
| ------ | ----------------- |
| 1998年 | 338               |
| 1999年 | 318               |
| 2000年 | 292               |
| 2001年 | 285               |
| 2002年 | 262               |
| 2003年 | 251               |
| 2004年 | 231               |
| 2005年 | 229               |
| 2006年 | 213               |
| 2007年 | 195               |
| 2008年 | 177               |
| 2009年 | 168               |
| 2010年 | 164               |
| 2011年 | 154               |
| 2012年 | 156               |
| 2013年 | 164               |
| 2014年 | 150               |
| 2015年 | 139               |
| 2016年 | 139               |
| 2017年 | 127               |

## 車站周邊

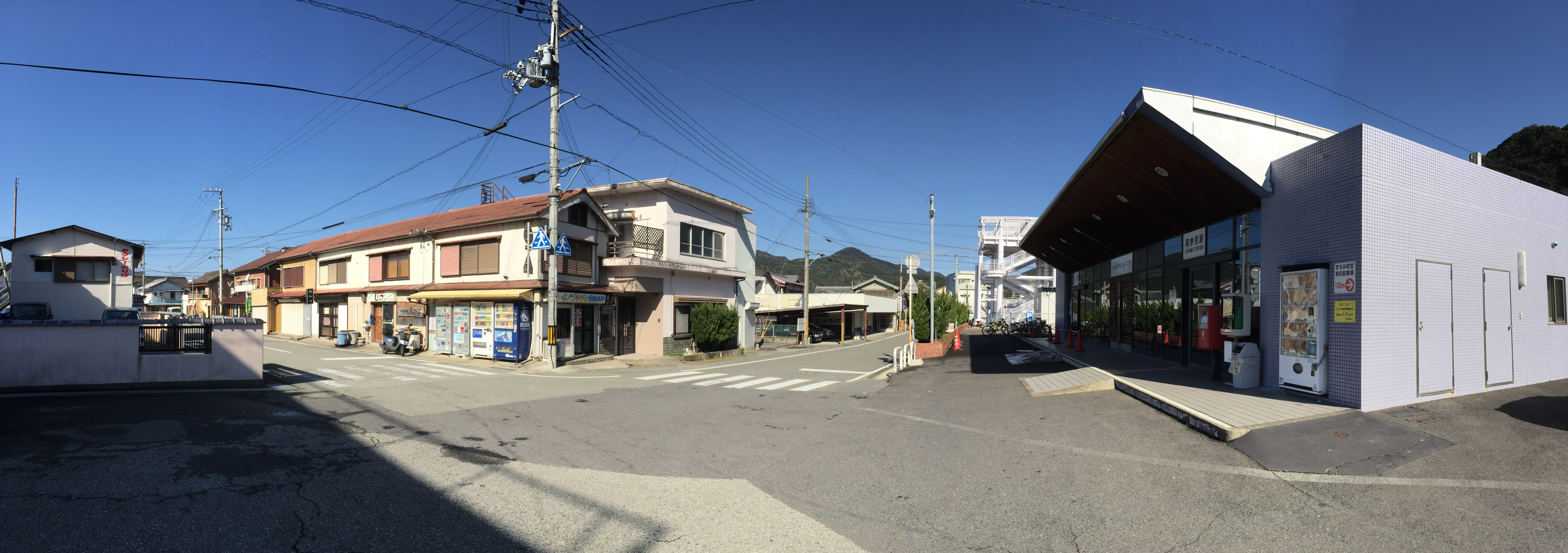
車站前

車站周邊都是谷灣式海岸，在海邊與山邊之間只有狹窄的平地，當中車站位於太間川與周参見川川口附近位置，兩川附近的平地為周參見町的中心村落和周參見的市區。周參見町的市區延伸至車站以北地方，周參見町政廳位於北邊數百米處。車站的西南方設有周參見溫泉，詩人野口雨情帶在該處住宿。車站周邊設有國民宿舍。
- 周參見町政廳
- 串本警署周參見幹部崗亭
- 和歌山地方法務局周參見出張所
- 大邊路消防組合周參見消防局
- 周參見町立周參見小學
- 周參見町立周參見中學
- 和歌山縣立南紀高等學校周參見分校（日语：和歌山県立南紀高等学校周参見分校）（已關閉）
- 周參見町立國保周參見病院
- JA紀南（日语：JA紀南）周參見分所
- 周參見郵局
- OKUWA（日语：オークワ）周參見店
- 周參見川
- 周參見王子神社（日语：周参見王子神社）
- 紀伊周參見城遺蹟
- 周參見町立歴史民俗資料館
- 稻積島
在周參見灣對出數百米的島，自古以來周參見的居民以漁業為生，居民信仰的神明辯才天在該島拜祀。在島上擁有山蘇花，也有溫帶地方的植物群。在1950年（昭和25年）11月，被指定為國家自然紀念物。現時車站東南方設有橋粱連接此島。
- 周參見溫泉
- 周參見海灘
- 國道42號
- 道之驛豬豚園・周參見（日语：道の駅イノブータンランド・すさみ）

## 其他
- 車站選定為第3次「近畿車站百選」。
- 此站設置了溫度計，在冬季（2月1日－2月28日）上午7時再氣溫為攝氏1度以下時，便會退還「寒冷費用」，在周參見町內的住宿設施（包括貝勒維德爾酒店)會設有半價優惠票[6]。

## 相鄰車站
西日本旅客鐵道
 紀國線（紀勢本線）
- 特急「黑潮」停車站

見老津－（雙子山號誌站）－周參見－紀伊日置

## 注腳
1. 1 2 3 4 5  曾根悟（監修）. 朝日新聞出版分冊百科編集部（編集） , 编. . 朝日百科週刊. 25號 紀勢本線、參宮線、名松線. 朝日新聞出版. 2010-01-10: 19–21.
2. ↑  日本國有鐵道旅客局(1984)『鉄道・航路旅客運賃・料金算出表 昭和59年４月20日現行』。
3. ↑  JR時刻表1992年11月號、12月號
4. ↑  和歌山県内の特急 「くろしお」号停車駅で、ICOCAがご利用できるようになります！ （页面存档备份，存于） 西日本旅客鐵道 新聞發布 2016年8月9日
5. ↑  『和歌山縣統計年鑑』及『和歌山縣公共交通機關等資料集』
6. ↑  .   [2020-03-06]. （原始内容存档于2015-09-04）.

## 外部連結
- 周參見｜車站資訊：JR出門網 - 西日本旅客鐵道